# 軸子
軸子（axion）是一種假想的亞原子粒子，大約是1970年代為了解決CP守恆問題所提出的一個假想粒子，1977年的皮塞-奎恩理論（Peccei–Quinn theory）首先提到這個概念。目前義大利國立核子物理研究所（Istituto Nazionale di Fisica Nucleare）的PVLAS探測器正在不停努力的尋找它。

## 性質
理論預測軸子的質量極微小，只有10−6到10−2eV（電子的五千億分之一到五千萬分之一），而且電荷和自旋都是零。軸子曾被认为是暗物質的组成部分之一，但近年来一些学者却将轴子从暗物质粒子的候选者中排除了。。
在強電統一範疇內，也已經將其排除掉（因質量差一個數量級，不吻合，必須在精細結構的能標下排除軸子）。

## 探測
目前探軸子的方法有兩種。其中一種是利用義大利的PVLAS探測器，其原理是用一束線偏振的雷射照射到一個具有強磁場的真空中，然後觀測雷射穿越磁場後的偏振變化。而且已經探到10-12 rad的變化，但有可能只是儀器本身的問題。另一種方法是每當十月左右類星體3C 279與太陽和地球排成一直線的時候，3C 279發出的光子通過太陽，而這些光子可能會被太陽的磁場轉成軸子，並且又變回光子，而探測這些光子可以幫助我们了解軸子的是否存在。

## 2014年英國與2023年臺灣的新发现
在英国莱斯特大学的研究小组利用欧洲航天局X射线天文台和XMM-牛顿天文台整个数据库的研究中的发现了直接检测到暗物质的潜在暗示。在X射线背景即移除了明亮X射线光源后的天空中发现了一个季节性信号，与轴子的理论预测相一致。轴子可能产生于太阳核心，在地球磁场作用下转化为X射线，据预测通过磁场朝太阳方向观察时，轴子产生的X射线信号将最强烈，这与观测相吻合。 X射線的波長為90皮米，由軸子轉換而來的機率是50%，表徵為軸子光子處在量子力學的混合態,這是在阿秒物理的前提下,由費米黃金定律所推得的理論數值(2023).臺灣研究者的這篇論文可以盡量減少之前關於軸子的爭議，但並不保證軸子是暗物質的候選者。

## 連結
- November 24, 2008 article in APS Physics （页面存档备份，存于）
- January 28, 2007 news article by newscientist.com （页面存档备份，存于）
- December 06, 2006 news article by physorg.com
- July 17, 2006 news article from Scientific American （页面存档备份，存于）
- March 27, 2006 news article by PhysicsWeb.org （页面存档备份，存于）
- November 24, 2004 news article by PhysicsWeb.org （页面存档备份，存于）
- CAST Experiment Archive.today的存檔，存档日期2013-01-16
- CAST at MPI/MPE
- CAST at University of Technology Darmstadt
- ADMX at University of Washington （页面存档备份，存于）